# Кіно білих телефонів
«Кіно білих телефонів» (італ. Cinema dei telefoni bianchi) — період в італійському кінематографі, який тривав приблизно з 1936 по 1943 рік. Своєю назвою період зобов'язаний присутністю на екрані білих телефонів, що були в той час ознакою достатку і символом високого суспільного статусу, на відміну від набагато більш поширених телефонів чорного кольору. Фільми того періоду часто називали також «угорськими комедіями» (commedia all'ungherese), оскільки багато авторів сценарію були угорського походження, або «кіно деко» (cinema Decò) внаслідок дорогих, взятих в оренду декорацій в міжнародному стилі ар-деко. «Кіно білих телефонів» було консервативним, пропагувало сімейні цінності і жорстку соціальну ієрархію. З режисерів «кіно білих телефонів» слід згадати Вітторіо де Сіка, Гоффредо Алессандріні, Джорджіо Ферроні, Маріо Сольдаті і Луїджі Дзампа, з акторів — Джино Черві, Луїзу Феріду, Асю Норіс, Діну Сассолі і Аліду Валлі.
На зміну фільмам «білих телефонів» прийшов італійський неореалізм, який прагнув з максимально можливою достовірністю відображати факти і події з життя робітників і міських низів.